# Jóhanna Guðrún Jónsdóttir
En aquest nom islandès, el darrer nom és un patronímic, no pas un cognom. La manera de referir-se a aquesta persona és pel nom de pila.
Jóhanna Guðrún Jónsdóttir, nascuda el 16 d'octubre de 1990, a Copenhaguen, Dinamarca, és una cantant islandesa més coneguda pel seu nom artístic Yohanna. Escollida en el 2009 per representar al seu país en el festival d'Eurovisió que es va realitzar a Moscou, va obtenir el segon lloc amb la seva cançó Is it true?.
En la seva infància, va voler convertir-se en cantant d'òpera. Als dotze anys va signar un contracte amb Tommy Motola. Va treure el seu primer àlbum l'any 2000. A l'octubre de 2008, participa en un concert en homenatge a Madonna pels seus 50 anys a Broadway. En 2009 representa a Islàndia en el Festival de la Cançó d'Eurovisió 2009 amb la balada sentimental Is It True?, amb la va aconseguir el segon lloc. La cançó està cantada en anglès i Yohanna l'ha cantat en altres idiomes com l'espanyol, amb el nom Si te vas, o en francès, amb el nom Si tu sais. També es va presentar a la preselecció per Eurovisió 2011 amb la cançó "Nótt" encara que semblava que anava a tornar a guanyar no va ser així, ja que va guanyar el grup Sigurjón's Friends.

## Discografia

### Àlbum
| Any  | Informació | Suècia | Vendes i Certificació   |
| ---- | --- | ------ | ----------------------- |
| 2008 | Butterflies and Elvis - Primer àlbum d'estudi - Llibertat:2008 - Discogràfica:Warner Music Sweden - Format: CD, digital download | 19     | Vendes a Suècia: 10,000 |